# Mahaffey
Mahaffey é um distrito localizado no estado norte-americano de Pensilvânia, no Condado de Clearfield.

## Demografia
Segundo o censo norte-americano de 2000, a sua população era de 402 habitantes.
Em 2006, foi estimada uma população de 381, um decréscimo de 21 (-5.2%).

## Geografia
De acordo com o United States Census Bureau tem uma área de
1,0 km², dos quais 1,0 km² cobertos por terra e 0,0 km² cobertos por água. Mahaffey localiza-se a aproximadamente 567 m acima do nível do mar.

## Localidades na vizinhança
O diagrama seguinte representa as localidades num raio de 16 km ao redor de Mahaffey.